# Bruno Georis
Bruno Georis, né le 25 juin 1963, est un dramaturge, comédien et doubleur belge.

## Biographie
Bruno Georis naît le 25 juin 1963.
Il obtient un Premier Prix au Conservatoire royal de Bruxelles en 1989. Puis, il joue différents rôles au théâtre depuis 1994. Il se fait remarquer à ligue d'improvisation belge, où il reçoit à plusieurs reprises le prix du jouteur le plus étoilé et s'engage dans le doublage de films. Par ailleurs, il conçoit et interprète des spectacles littéraires pour le privé.
Il travaille au cinéma avec de nombreux réalisateurs dont : Alain Berliner dans Ma vie en rose (1996), Dominique Deruddere dans Pour le plaisir (2003), Serge Gisquière : Libre échange (2010) et Rémi Bezançon : Un heureux événement (2011). Il est aussi connu sous le pseudonyme Bruno Georgis.

« L'art de ne pas y toucher, Bruno Georis a un petit côté british... J'étais certain qu'il excellerait dans le rôle  du domestique au service du couple de vampires formé par Jacqueline Bir et José van Dam.  Dans un tout autre registre, on l'a vu dans le rôle de Monsieur Crachit lors de la reprise du Noël de M. Scrooge. Il s'y montre très humain et nous touche par sa simplicité. »

— Thierry Debroux

### Vie privée
Bruno Georis réside à Ixelles.

## Œuvre

### Filmographie

#### Au cinéma
Sauf indication contraire, les informations mentionnées dans cette section peuvent être confirmées par les bases de données cinématographiques IMDb et Allociné,  présentes dans la section « Liens externes ».
- 2010 : Libre échange[6] de Serge Gisquière, interprétation : le coiffeur
- 2016 : La Mécanique de l'ombre[6] de Thomas Kruithof, interprétation : le bras droit de Labarthe
- 2022 : Câline[6], court métrage de Margot Reumont, interprétation : le père de Coline
- 2023 : En attendant la nuit[6] de Céline Rouzet, interprétation : Marc Berthier.

#### À la télévision
- 2014 : Esprits de famille (épisodes 2 et 5) : Médecin de Laurent
- 2017 : Unité 42, ép. S1E09 Standby Mode et S2E05 Pare-feu : Claude Vebber, père de Billie.

### Théâtre

#### Comme comédien
- 1994 :
  - La Nuit vénitienne[1] d’Alfred de Musset mise en scène Dominique Haumont
  - Fantasio[1] d’Alfred de Musset mise en scène Dominique Haumont
- 1996 : Le Tartuffe ou l'Imposteur[1] de Molière mise en scène Armand Delcampe
- 2008 : Célimare le bien-aimé[1] d’Eugène Labiche mise en scène Pierre Fox
- 2009 : Érasme et Pantagruel[1] de Jean-Claude Idée mise en scène de Jean-Claude Idée
- 2011 : Le Diable rouge – (Mazarin)[1] d'Antoine Rault mise en scène de Jacques Neefs
- 2013 : 
  - Faisons un rêve[1] de Sacha Guitry mise en scène Danielle Fire
  - Crime et Châtiment[1] d'après Fiodor Dostoïevski mise en scène Alexis Goslain
- 2014 :
  - L'Invité[1] de David Pharao mise en scène Alexis Goslain
  - Trotsky Business d’Albert Maizel mise en scène Alexis Goslain
- 2015 : Vampires[1] de Thierry Debroux mise en scène Monique Lenoble
- 2016 : Les Palmes de monsieur Schutz[1] de Jean-Noël Fenwick mise en scène Daniel Hanssens
- 2017 :
  - Le Journal d'Anne Frank[1] d'après Frances Goodrich mise en scène Fabrice Gardin
  - Silence en coulisses[1] d'après Michael Frayn mise en scène Éric De Staercke
- 2019 :
  - La Peste[1] d'après Albert Camus mise en scène Fabrice Gardin
  - Une folie de Sacha Guitry mise en scène Danielle Fire
- 2021 : Le Noël de M. Scrooge[1] de Thierry Debroux mise en scène Patrice Mincke
- 2023 : Le Crime de l'Orient-Express[1] d'Agatha Christie mise en scène Fabrice Gardin

#### Comme adaptateur
- 2020 : Mowgli et la meute des loups[7] de Jos Dom.

### Publications
- Éric De Staercke et Bruno Georis (ill. Bruno Georis), La Femme du soldat inconnu (Monologue pour 2 personnages.), Etterbeek, Les Oiseaux de nuit, coll. « Rideaux Rouges », 2022, 86 p. (ISBN 978-2-931101-52-0)La pièce a été créée au Théâtre de la Toison d'or à Bruxelles, le 6 avril 2000, en collaboration avec le Théâtre loyal du Trac.

#### Livres
: document utilisé comme source pour la rédaction de cet article.
- Thierry Debroux, « Bruno Georis », dans Le Théâtre royal du Parc : les coulisses d'une passion, Waterloo, Luc Pire, 2021, 270 p., ill. ; 25 cm (ISBN 9782875422408 et 2875422405, OCLC 1306218406), p. 119. .